# Allsvenskan (1982)
Allsvenskan (1982) była 58. sezonem Allsvenskan – najwyższej klasy rozgrywkowej piłki nożnej w Szwecji. Liga liczyła 12 zespołów. W rundzie zasadniczej rywalizowano systemem ligowym macz. Runda zasadnicza rozpoczęła się 24 kwietnia, a zakończyła się 25 września. Po tej rundzie 8 najlepszych drużyn walczyło o tytuł mistrza kraju systemem pucharowym. Zespoły z miejsc 9–12 walczyły z czterema najlepszymi drużynami z drugiej ligi o pozostanie w Allsvenskan. Tytułu nie obroniła drużyna Östers IF. Nowym mistrzem Szwecji został zespół IFK Göteborg. Tytuł króla strzelców zdobył Dan Corneliusson, który w barwach IFK Göteborg strzelił 12 goli.

## Tabela rundy zasadniczej
|    | Klub           | M  | Z  | R  | P  | Br+ | Br- | Br+/- | Pkt | Uwagi                  |
| 1  | IFK Göteborg   | 22 | 11 | 7  | 4  | 45  | 22  | +33   | 29  | Play-off o mistrzostwo |
| 2  | Hammarby IF    | 22 | 12 | 4  | 6  | 42  | 27  | +15   | 28  | Play-off o mistrzostwo |
| 3  | IF Elfsborg    | 22 | 9  | 8  | 5  | 31  | 21  | +10   | 26  | Play-off o mistrzostwo |
| 4  | Malmö FF       | 22 | 7  | 11 | 4  | 23  | 15  | +8    | 25  | Play-off o mistrzostwo |
| 5  | Östers IF      | 22 | 10 | 4  | 8  | 28  | 20  | +8    | 24  | Play-off o mistrzostwo |
| 6  | IK Brage       | 22 | 9  | 6  | 7  | 24  | 27  | -3    | 24  | Play-off o mistrzostwo |
| 7  | Örgryte IS     | 22 | 7  | 7  | 8  | 27  | 28  | -1    | 21  | Play-off o mistrzostwo |
| 8  | Halmstads BK   | 22 | 7  | 7  | 8  | 39  | 45  | -6    | 21  | Play-off o mistrzostwo |
| 9  | Kalmar FF      | 22 | 6  | 7  | 9  | 21  | 27  | -6    | 19  | Baraże o utrzymanie    |
| 10 | IFK Norrköping | 22 | 5  | 9  | 8  | 28  | 38  | -10   | 19  | Baraże o utrzymanie    |
| 11 | AIK Fotboll    | 22 | 4  | 10 | 8  | 21  | 31  | -10   | 18  | Baraże o utrzymanie    |
| 12 | Åtvidabergs FF | 22 | 4  | 2  | 16 | 17  | 45  | -28   | 10  | Baraże o utrzymanie    |

## Play-off o mistrzostwo

### Ćwierćfinały
- IK Brage–IF Elfsborg 0–0, 0–2 (0–2)
- Halmstads BK–IFK Göteborg 1–1, 0–2 (1–3)
- Örgryte IS–Hammarby IF 0–1, 1–5 (1–6)
- Östers IF–Malmö FF 0–2, 2–1 (2–3)

### Półfinały
- Malmö FF–IFK Göteborg 0–3, 1–5 (1–8)
- IF Elfsborg–Hammarby IF 3–1, 0–3 (3–4)

### Finał
- IFK Göteborg–Hammarby IF 1–2, 3–1 (4–3)

IFK Göteborg został mistrzem Szwecji w 1982.

## Baraże o awans/utrzymanie
- BK Häcken – IFK Norrköping 2 – 0, 0 – 1 (2 – 1)
- Gefle IF – Kalmar FF 2 – 0, 2 – 1 (4 – 1)
- Djurgårdens IF – AIK Fotboll 1 – 2, 2 – 2 (3 – 4)
- Mjällby AIF – Åtvidabergs FF 1 – 0, 1 – 1 (2 – 1)

BK Häcken, Gefle IF, AIK Fotboll i Mjällby AIF zagrały w następnym sezonie w pierwszej lidze.